# ケイロレピス
ケイロレピス (学名：Cheirolepis) は古生代デボン紀に生息していた魚類の絶滅した属。学名はギリシア語の「kheír(手)」と「lepis(鱗)」を組み合わせたもの。ケイロレピス目とケイロレピス科唯一の属である。デボン紀の条鰭類の中でも原始的で、後の条鰭類にもみられる標準的な頭蓋骨を持つ最初の種である。

## 概要
化石はヨーロッパと北アメリカから発見されている。淡水や河口に生息し、他の魚を捕食していたと考えられている。体長は55 cmに達し、体は流線型で、棘魚類のように小さな三角形のガノイン鱗で覆われていた。鱗は象牙質の上にガノインの表層があり、基底には骨があるという、初期の硬骨魚類では典型的な構造であった。よく発達した鰭は速度と安定性を生み出しており、活発な捕食者であったと考えられている。眼の大きさから、視覚により狩りをしていたと推定される。大きな口には鋭い歯があり、自分の体長の3分の2もの大きさの獲物を飲み込むことが出来た。

## 下位分類
以下の種が知られている。

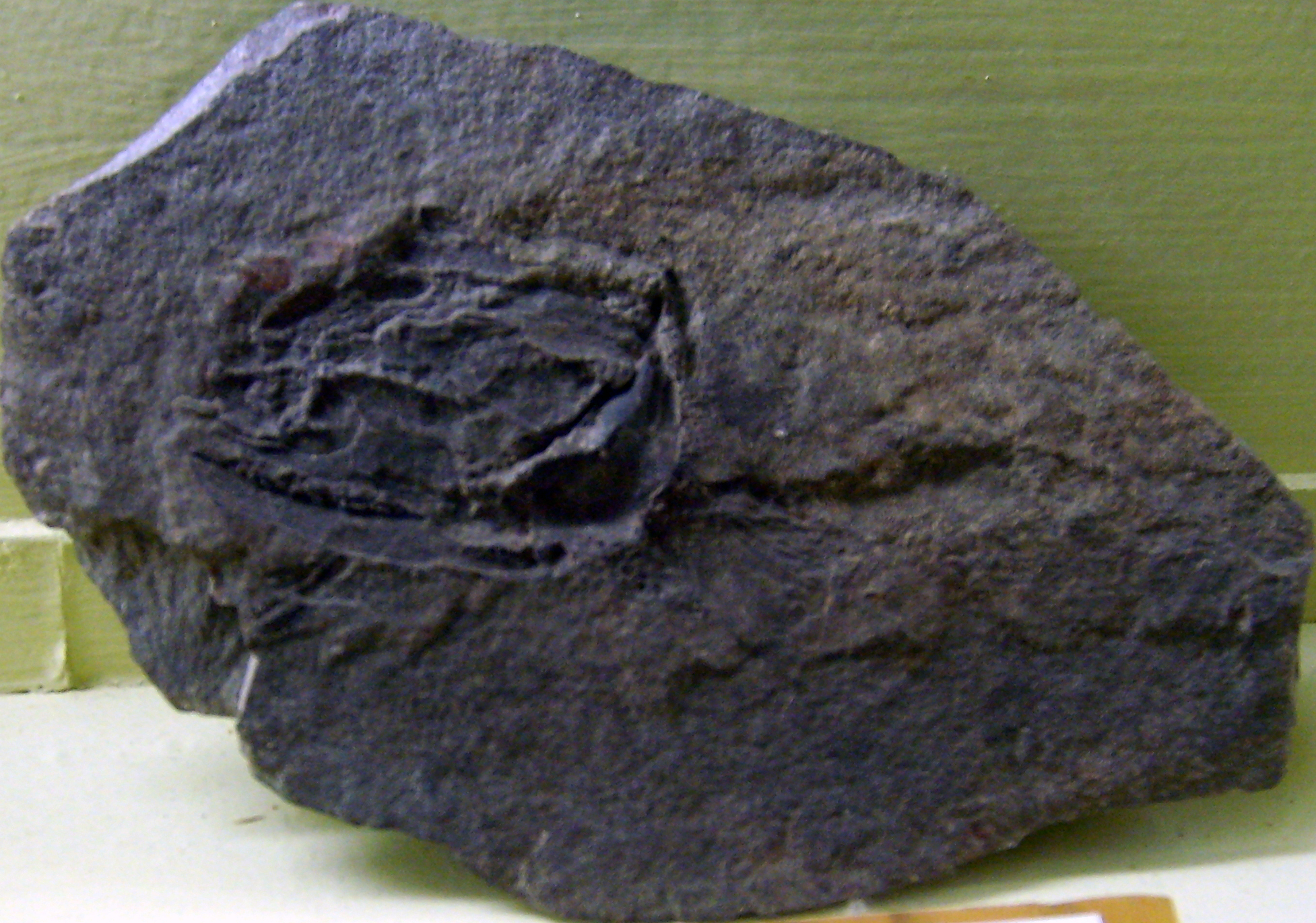
Cheirolepis trailliの化石、フンボルト博物館所蔵

- †C. aleshkai Plax, 2020 - アイフェリアン、ベラルーシ
- †C. bychovensis Plax, 2022 - エムシアン-アイフェリアン、ベラルーシ[8]
- †C. canadensis Whiteaves, 1881 - フラニアン、ミグアシャ国立公園(カナダ)
- †C. gaugeri Gross, 1973 - ジベティアン、ベラルーシとエストニア
- †C. gracilis Gross, 1973 - エムシアン-アイフェリアン、ベラルーシとエストニア
- †C. jonesi Newman, Burrow, den Blaauwen & Giles, 2021 - ジベティアン、スピッツベルゲン島(ノルウェー、スヴァールバル諸島)
- †C. trailli Agassiz, 1835 (タイプ種) - アイフェリアン-ジベティアン、スコットランド
- †C. schultzei Arratia & Cloutier, 2004 - ジベティアン、ネバダ州[9]

C. schultzei は、ネバダ州の中期から後期デボン紀の境界の地層から知られる。この種の名前の由来となった標本は、鱗と下顎で構成されており、元々 C. canadensis とされた。C. aleshkai、C. bychovensis、C. gracilis、C. guesseriを含む多くの種は、鱗のみが知られている。ベラルーシ産の C. sinualis は裸名とされている。C. cummingae Agassiz, 1845、C. macrocephalus M'Coy 1848、C. uragus Agassiz, 1835 は C. trailli と同種とされている。

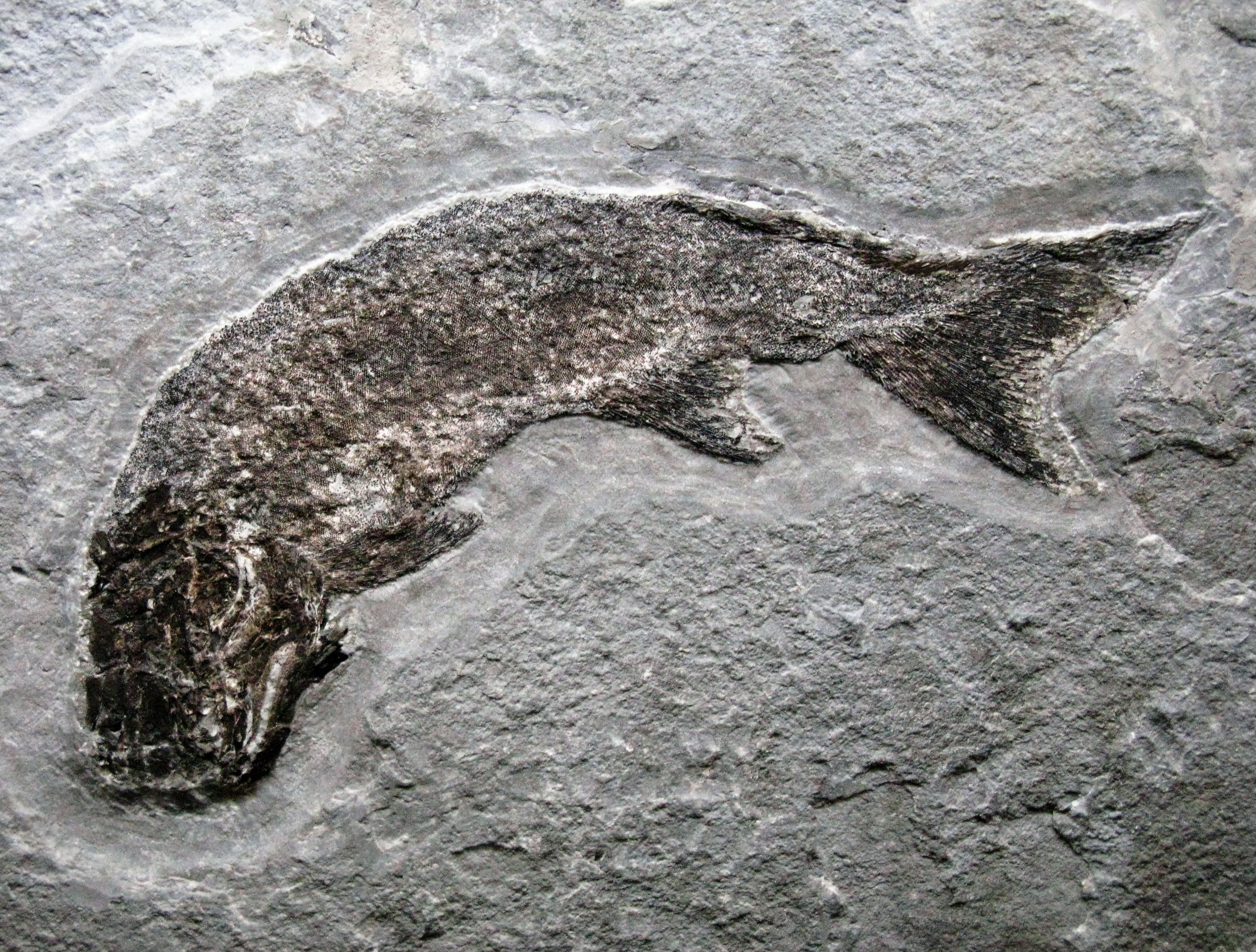
ミグアシャ国立公園の C. canadensis の化石